# 바이킹 메탈

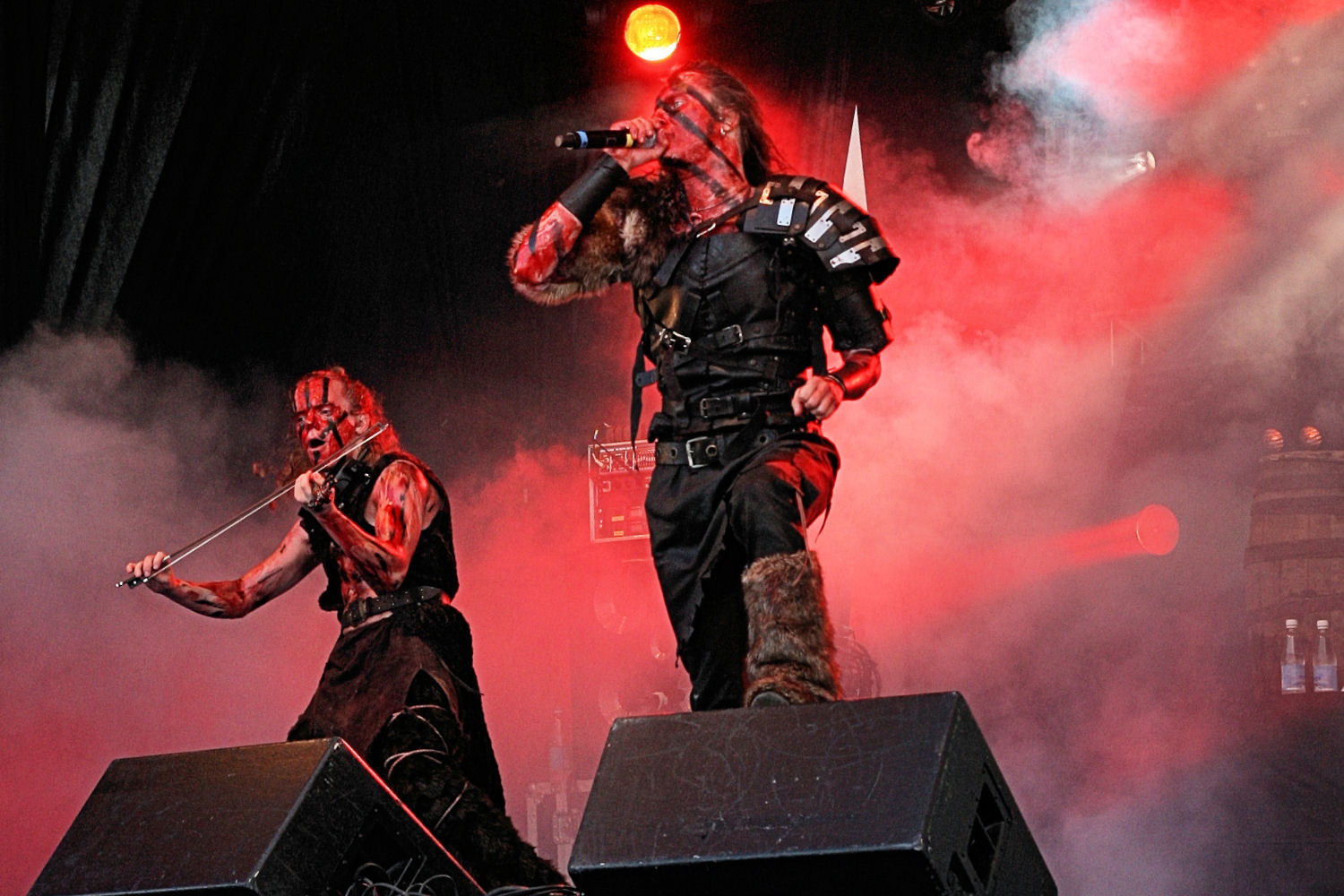

바이킹 메탈(Viking metal)은 바이킹을 주요 테마로 둔 헤비 메탈 음악에 사용되는 용어이다. 음악적으로는 블랙 메탈과 북유럽 포크 음악을 기반으로 한다.